# Oberzeiring
Oberzeiring ist eine ehemalige Marktgemeinde mit dem Ortsteil Unterzeiring im Bezirk Murtal in der Steiermark in Österreich. Die Gemeinde lag im Gerichtsbezirk Judenburg.
Oberzeiring ist vor allem durch die Betonung seiner Geschichte um das ehemalige Silberbergwerk berühmt geworden. Im Ort wohnen etwa 500 Personen, die ehemalige Gemeinde Oberzeiring hatte 834 Einwohner (Stand: 31. Oktober 2013). Darunter befinden sich auch die Bewohner von Bergbauernhöfen, die auf bis zu 1400 m ü. A. leben.
Im Rahmen der steiermärkischen Gemeindestrukturreform ist Oberzeiring ab 1. Jänner 2015 mit den Gemeinden Bretstein, Sankt Johann am Tauern und Sankt Oswald-Möderbrugg zusammengeschlossen. Die daraus entstandene neue Gemeinde führt den Namen Pölstal. Grundlage dafür war das Steiermärkische Gemeindestrukturreformgesetz – StGsrG.

## Geografie

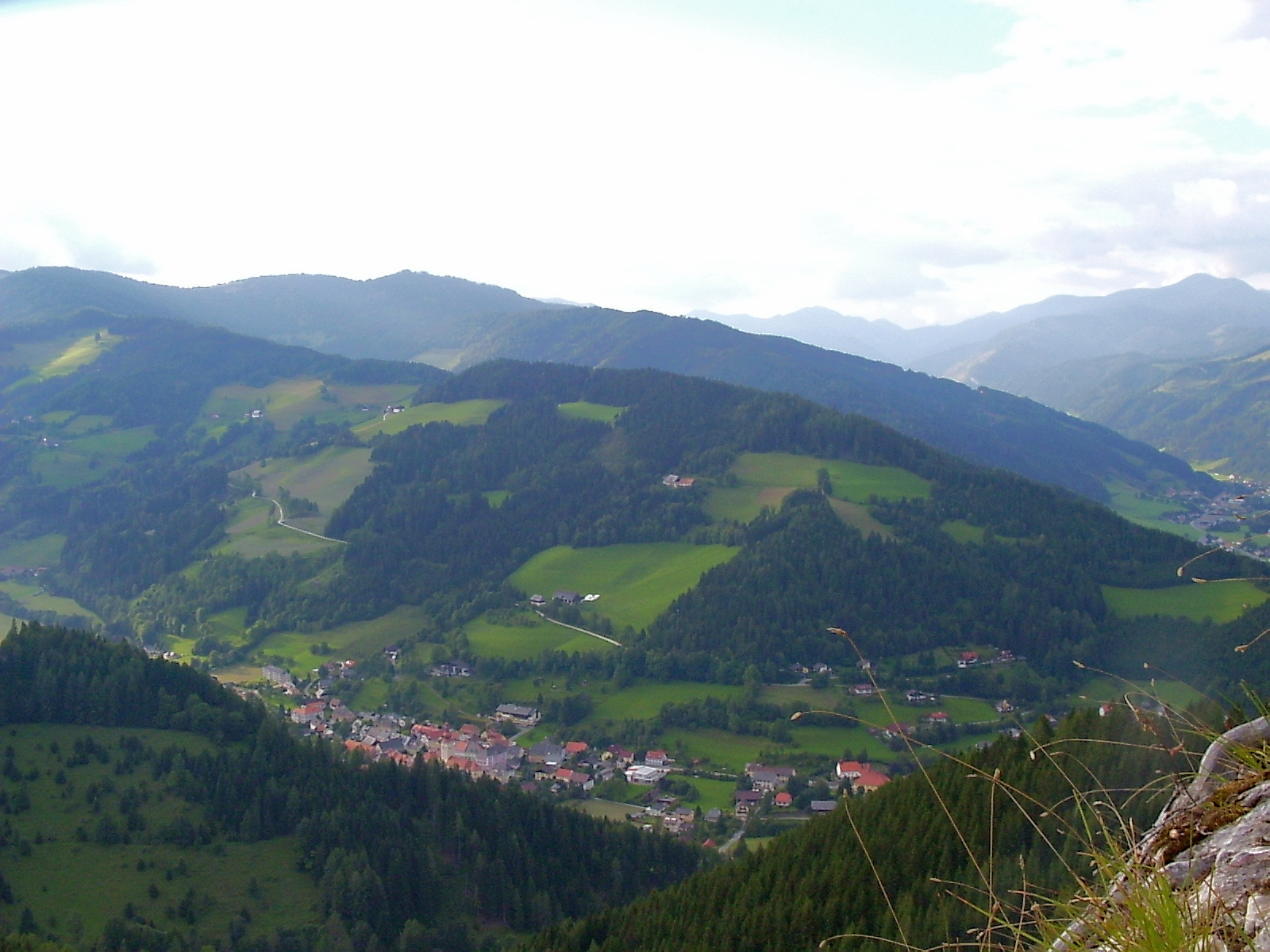
Blick von der Zugtalanhöhe

Der Ort Oberzeiring liegt auf 933 m ü. A. in den Wölzer Tauern in der Obersteiermark.

### Gliederung
Das Gebiet umfasst folgende vier Ortschaften (in Klammern Einwohnerzahl Stand 31. Oktober 2011):
- Gföllgraben (61)
- Oberzeiring (638)
- Zeiringgraben (38)
- Zugtal (112)

Die ehemalige Gemeinde bestand aus der Katastralgemeinde Oberzeiring.

### Klima
|                        | Jan  | Feb  | Mär  | Apr  | Mai  | Jun  | Jul   | Aug   | Sep  | Okt  | Nov  | Dez  |   |       |
| Mittl. Temperatur (°C) | −3,5 | −2,1 | 1,4  | 5,3  | 10,4 | 13,5 | 15,4  | 14,8  | 11,1 | 6,2  | 0,9  | −2,4 | ⌀ | 6     |
| Mittl. Tagesmax. (°C)  | 1,8  | 3,8  | 7,4  | 11,3 | 16,5 | 19,6 | 21,8  | 21,5  | 17,8 | 12,8 | 6,2  | 2,4  | ⌀ | 11,9  |
| Mittl. Tagesmin. (°C)  | −7,0 | −5,9 | −2,5 | 0,6  | 4,7  | 7,8  | 9,7   | 9,6   | 6,5  | 2,2  | −2,5 | −5,7 | ⌀ | 1,5   |
|                        |      |      |      |      |      |      |       |       |      |      |      |      |   |       |
| Niederschlag (mm)      | 38,5 | 31   | 47,2 | 52,7 | 84,9 | 114  | 131,2 | 110,1 | 85   | 64   | 53,5 | 40   | Σ | 852,1 |
|                        |      |      |      |      |      |      |       |       |      |      |      |      |   |       |
| Sonnenstunden (h/d)    | 2,4  | 4    | 4,4  | 4,9  | 6,1  | 5,9  | 6,3   | 6,5   | 5,7  | 4,6  | 3,0  | 2,3  | ⌀ | 4,7   |
|                        |      |      |      |      |      |      |       |       |      |      |      |      |   |       |
| Regentage (d)          | 6,8  | 5,8  | 8,1  | 9,1  | 12   | 12,4 | 12,8  | 11,6  | 9,2  | 7,3  | 8,1  | 7,6  | Σ | 110,8 |

| −7,0 |

| −5,9 |

| −2,5 |

| 0,6 |

| 4,7 |

| 7,8 |

| 9,7 |

| 9,6 |

| 6,5 |

| 2,2 |

| −2,5 |

| −5,7 |

| −7,0 |

| −5,9 |

| −2,5 |

| 0,6 |

| 4,7 |

| 7,8 |

| 9,7 |

| 9,6 |

| 6,5 |

| 2,2 |

| −2,5 |

| −5,7 |

## Geschichte

### Vor- und Frühgeschichtliche Epochen
Bereits weit vor der Römerzeit war Oberzeiring von Kelten besiedelt. Eine alte römische Hauptstraße, die „Via Norica“ führte zumindest unmittelbar an der Siedlung in Unterzeiring vorbei. Manche Autoren bezeichneten Unterzeiring mit dem römischen Ortsnamen Viscella, was aber wohl nicht richtig ist. Eine intakte sogenannte „Römerbrücke“ aus einem Steinbogen könnte tatsächlich aus dieser Zeit stammen. Die Römerstraße war als Wirtschaftsfaktor eine wichtige Verbindung für den Handel, insbesondere auch für den Salztransport zwischen Nord- und Südalpen (also vom Murtal ins Ennstal). Wissenschaftliche Forschungen haben gezeigt, dass zu dieser Zeit in Zeiring kein Bergbau betrieben wurde. Dieser begann erst, als Silber im Mittelalter in dieser Region ein wichtiger Rohstoff für Zahlungsmittel wurde.

### Mittelalterlicher Bergbau in Oberzeiring
Oberzeiring wurde namentlich erstmals als mons cyrich in einem Urbar des Landesfürsten Ottokar Přemysl aus dem Zeitraum von 1265 bis 1267 erwähnt.
Bekannt wurde der Markt vor allem als mittelalterlicher Bergbauort, dessen Silberbergwerk seit dem 13. Jahrhundert ausgebeutet wurde. König Rudolf I. besuchte 1279 Zeiring und verlieh dem Ort das Marktrecht. 1284 verlieh er außerdem das Recht, den Zeiringer Pfennig (eine Silbermünze) zu prägen, was dem Ort zu großem Wohlstand verhalf. In dieser Zeit erhielt Zeiring auch eine Bergordnung, womit es fast alle Rechte einer Stadt bekam. Für die Rechtssprechung sorgte ein Berggericht, das bis 1663 bestand. Seit dem 18. Jahrhundert nahm man an, dass das Bergwerk im Rahmen einer Katastrophe überflutet worden sei (als Jahreszahlen wurden 1158 oder 1365 genannt). Jüngste Untersuchungen haben allerdings ergeben, dass wirtschaftliche Gründe, allen voran die Erschöpfung der Lagerstätte, zur Einstellung des Bergbaus um 1400 führten.

### Neuzeitliche Versuche der Wiederbelebung
Viele spätere Versuche, das Wasser wieder abzupumpen, waren zum Scheitern verurteilt. Viele Abenteurer und Schatzsucher, unter ihnen so mächtige Personen wie Kaiser Maximilian und Erzherzogin Maria Theresia dachten, dass unter dem Wasser noch Silbervorkommen sein müssten. Maximilian I. wohnte selbst kurze Zeit im Schloss Hanfelden in Unterzeiring, musste aber sein Vorhaben ohne Erfolg aufgeben.
Ab 1812 wurde unter der Gewerkenfamilie Neuper der Bergbaubetrieb wieder aufgenommen und bis 1886 Eisenerz gefördert. Im 20. Jahrhundert wurde von 1959 bis 1963 Schwerspat abgebaut. In den Stollen von Oberzeiring wurde auch ein sehr schöner hellblauer Aragonit, der sog. Zeiringit gefördert. Das Vorkommen wurde jedoch vollkommen ausgebeutet.
Im Gedenken an die Große Pest von 1708 bis 1714 wurde um 1760 in Oberzeiring eine Pestsäule aufgestellt. Es wurde auch eine jährliche Dankes-Wallfahrt zu Fuß nach Schöder zur Überwindung der Pest begonnen, die bis heute jährlich durchführt wird.

### Das 20. Jahrhundert

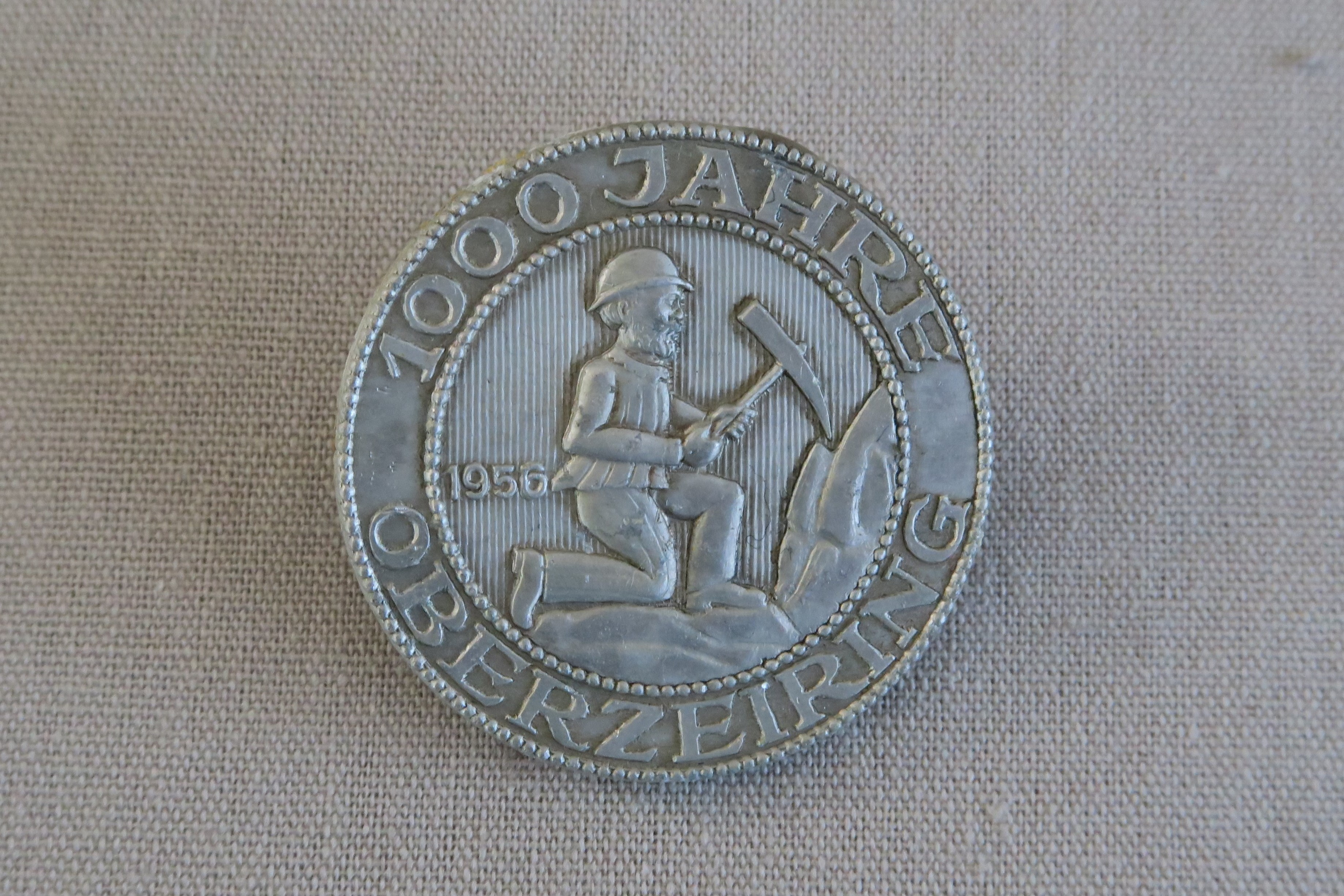
Münze 1000 Jahre Oberzeiring, 1956

1958 wurden erste Bereiche des alten Bergwerks als Schaustollen geöffnet und mit einem kleinen Museum ausgestattet.
Im Jahr 2017 wurde im Rahmen einer 750-Jahr-Feier das Schaubergwerk Oberzeiring neu eröffnet.
Im Herbst 2019 erwarb ein kanadisches Unternehmen die Schürfrechte für ein etwa 3.000 Hektar umfassendes Gebiet nahe Oberzeiring. Beabsichtigt ist ab Frühjahr 2020 die Exploration in 150 bis 200 Metern Tiefe, eventuell auch noch in tieferen Bereichen. Der Schwerpunkt liegt bei der Suche nach abbauwürdigen Gold- und Silbervorkommen. Seit im 14. Jahrhundert der Bergbau nicht mehr ertragreich betrieben werden konnte, wurden zahlreiche solche Unternehmungen durchgeführt, die mit dem Versprechen warben, wieder Silber oder andere Metalle finden zu können. Der Mythos vom Zeiringer Silberbergbau motivierte dabei immer wieder Investoren, auch wenn keine Gewinne erzielt wurden.

### Sagen zum Ende des Bergwerks
Vom vermeintlichen Wassereinbruch werden mehrere Sagen erzählt, die vom Übermut und der Mordlust der reichen und betrunkenen Knappen erzählt. Sie hätten einem kleinen blonden Knaben mit einem Schwert den Kopf abgeschlagen und als Kugel beim Kegeln zu ihren silbernen Kegeln verwendet. Die Großmutter des Knaben verfluchte sie, verstreute einen Krug mit Mohn und sagte: „Soviele Mohnkörner hier liegen, solange soll es in Zeiring keinen Silbersegen mehr geben“. Am nächsten Tag, so erzählt die schaurige Geschichte, wäre Wasser in das Zeiringer Silberbergwerk eingebrochen, das 1400 Frauen zu Witwen gemacht hätte.

### Bevölkerungsentwicklung
Einwohnerentwicklung
| Jahr | Einwohner |
| ---- | --------- |
| 1934 | 1.183     |
| 1939 | 1.138     |
| 2001 | 715       |
| 2006 | 912       |
| 2009 | 882       |
| 2013 | 834       |
| 2023 | 615       |

## Kultur und Sehenswürdigkeiten

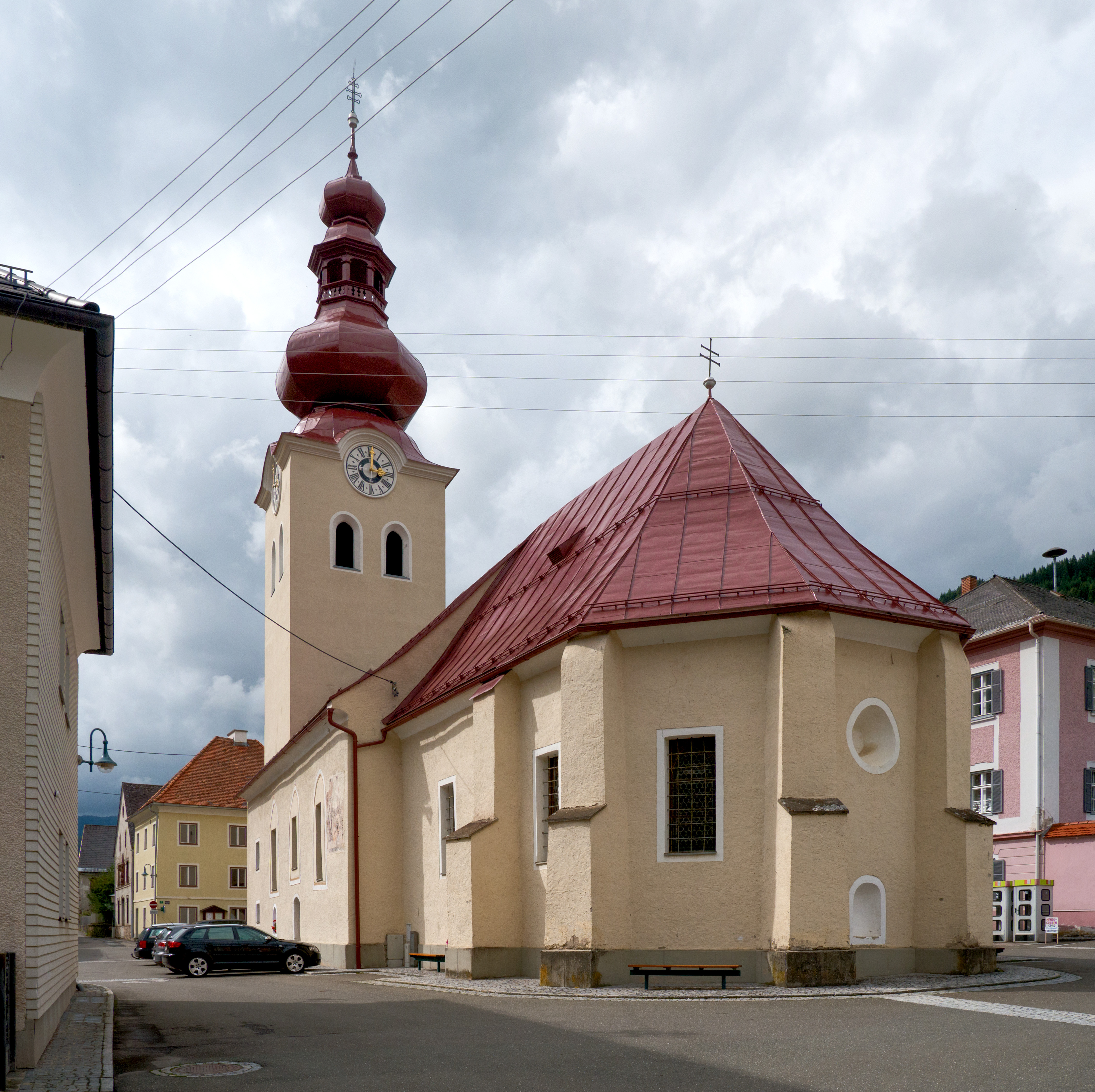
Pfarrkirche Oberzeiring

- Katholische Pfarrkirche Oberzeiring hl. Nikolaus: Die heute gotische Pfarrkirche stammt in ihrem Kern aus der Zeit des frühen 13. Jahrhunderts. 1498 wurde die Holzdecke durch ein gotisches Kreuzrippengewölbe ersetzt. 1807 brannte die Kirche teilweise ab, der Kirchturm wurde bis 1837 neu errichtet.
- Friedhofskirche Oberzeiring hl. Elisabeth: Die Knappenkirche wurde in der Blütezeit der mittelalterlichen Stadt erbaut und ist mit sehenswerten Fresken aus dem Beginn des 14. Jahrhunderts ausgestattet.
- Pestsäule: Sie steht am Marktplatz und wurde um 1760 bis 1770 errichtet und zeigt eine Maria Immaculata sowie die Heiligen Florian und Rochus.
- Kalvarienbergkirche: Sie befindet sich auf einer ca. tausend Meter hohen Anhöhe im Nordosten des Ortes und stammt aus den Jahren 1857–1860.

- THEO – Theater Oberzeiring:  Kulturell hat sich Oberzeiring als Zentrum für Theaterkunst etabliert. Das Theater Oberzeiring, kurz THEO, inszeniert pro Jahr etwa 6 bis 8 Stücke. In den gegenwärtigen Räumlichkeiten finden rund 200 Personen Platz. Das THEO spielt auf 2 Bühnen verteilt rund 100 Vorstellungen pro Jahr und erreicht eine Besucherzahl von 10.000. Neben den Aufführungen in Oberzeiring kommen noch rund 25 Gastspiele im In- und Ausland hinzu.
- Theaterfestival:  Seit dem Jahr 2004 findet in regelmäßigen Abständen ein Theaterfestival statt. Zu dieser Zeit versammeln sich Kunst- und Theaterliebhaber aus ganz Europa in Oberzeiring.

## Wirtschaft und Infrastruktur
Heute lebt Oberzeiring vom Tourismus und ist durch sein Schaubergwerk und für seinen Heilstollen bekannt.
- Naturheilstollen für Bronchialerkrankungen (Asthma): Da die Luft im Stollen vollkommen staub- und schadstofffrei ist, ist der Erfolg einer 21-tägigen Kur (mit täglich eine Stunde im Stollen) bei Atemswegserkrankungen sehr groß. Die Lufttemperatur im Heilstollen beträgt Sommer wie Winter +8 °C.
- Schaubergwerk:  Der Beginn des Bergbaues reicht bis in das Altertum zurück. Das Silberbergwerk Oberzeiring war eines der ältesten und größten der Ostalpen, und der Ort war bis in das späte Mittelalter berühmt für sein bedeutendes Silberbergwerk.
- Tauernwindpark: 2002 etwa 1000 Höhenmeter über dem Ort am Schönberg errichtet, damals höchster Windpark der Welt, bis 2010 höchster Europas, später erweitert, 2011 mit Photovoltaik ergänzt und 2018 repowert. Mit Stand 2019 drehen sich 10 Windturbinen mit höherer Gesamtleistung als zuvor. Die abgebauten alten Windräder gingen nach Asien.

## Politik

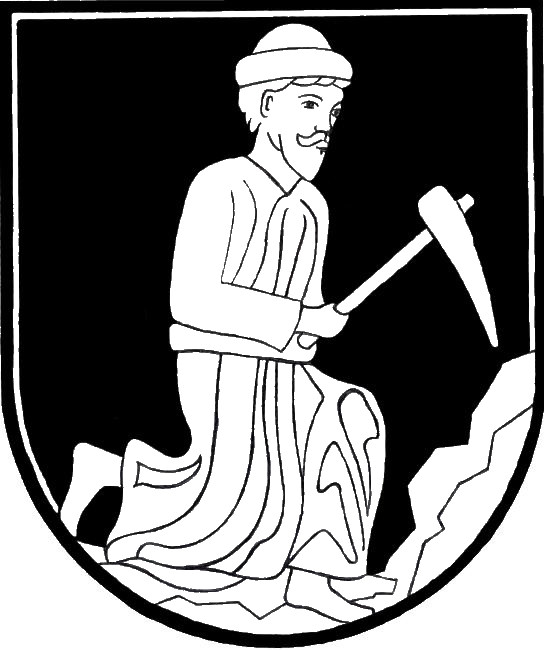
Wappen der ehemaligen Gemeinde

Der mit 31. Dezember 2014 aufgelöste Gemeinderat setzte sich nach den Gemeinderatswahlen 2010 aus 6 Mandataren der ÖVP und 3 Mandataren der SPÖ zusammen.

### Bürgermeister von Oberzeiring
- 1901–1914: Oswald Morocutti
- um 1956: W. Karnitschnig
- -1970: Moschitz
- 1970–1984: Ferdinand Krepelka
- 1984–1994: Leo Pichler
- 1994–2002: Rosa Rabitsch
- 2002–2009: Johann Kreuzer
- 2009–2014: Alois Mayer

### Wappen
Mit 1. November 2006 verlieh die steirische Landesregierung der Gemeinde das Recht zum Führen eines Gemeindewappens mit folgender Beschreibung:
In schwarzem Schild silbern ein nach links gerichteter, bärtiger Bergmann in langem, mittig geschürztem Bergkittel, auf das rechte Knie gestützt, einen runden gegupften Hut auf dem Kopf und mit beiden Händen ein Bergeisen gegen rechts aus dem Schildfuß wachsendes silbernes Gestein führend.

## Persönlichkeiten

### Ehrenbürger
- 1874 Karl Kmetitsch, Bezirksrichter
- 1874 Karl Herbst, Bezirkshauptmann von Judenburg
- 1882 Johann Freiherr von Vernier-Rougemont, Bezirkshauptmann von Judenburg
- 1891 Franz de Paula Neuper, Gewerke
- 1893 Franz Seewald, Notar
- 1901 Ludwig Köstner, Gemeinderat
- 1907 Cäcilia Neuper, Wohltäterin
- 1907 Roman Neuper, Gemeinderat
- 1912 Oswald Morocutti, Bürgermeister von Oberzeiring 1901–1914
- 1953 Josef Krainer sen. (1903–1971), Landeshauptmann
- 1975 Friedrich Niederl (1920–2012), Landeshauptmann
- 1980 Franz Wegart (1918–2009), Landeshauptmann-Stellvertreter

### Söhne und Töchter von Oberzeiring
- Günter Eichberger, geb. 1959 (Schriftsteller)
- Viktor Elser, 1893–1979 (Politiker der KPÖ)
- Johann Kogler geb. 1968 (Fußballspieler und -trainer)
- Franz Mali, geb. 1960 (römisch-katholischer Priester und Theologe)
- Franz Xaver Ölzant, geb. 1934 (Bildhauer)
- Gerfried Sperl, geb. 1941 (Journalist)